# Mumie z bažin

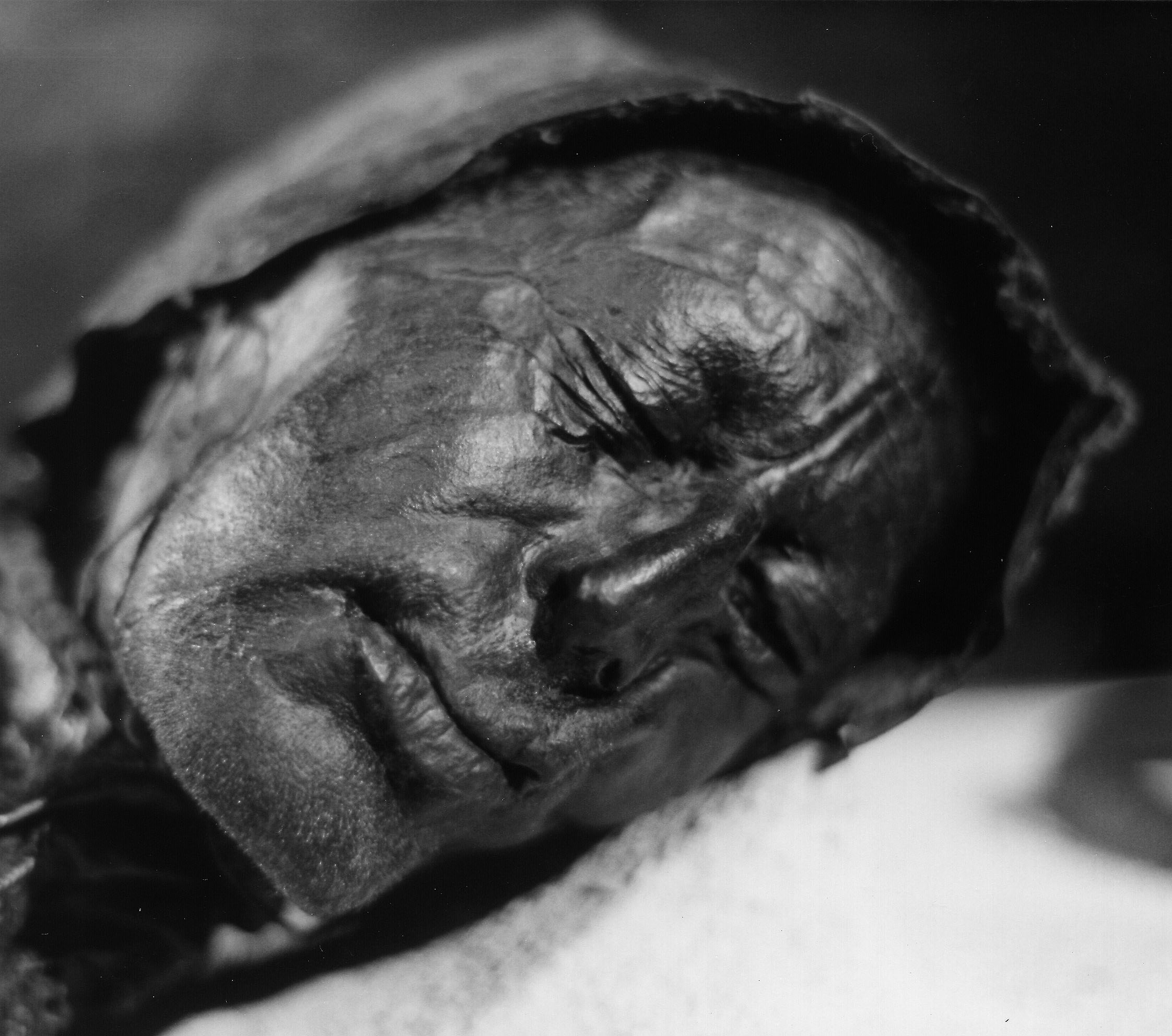
Tollundský muž, 4. století př. n. l.

Mumie z bažin jsou lidské pozůstatky, jenž byly přirozeně mumifikovány v rašeliništi. Nálezy takto zachovalých těl jsou geograficky i chronologicky rozšířené. Nejstarší z nich spadají do období 8000 př. n. l. a nejnovější do druhé světové války. Jednotícím prvkem mezi těmito mumiemi je, že byly nalezeny v rašelině a jsou částečně zachovány, ovšem stupeň zachování se velmi liší od dokonale zachovaných těl po pouhé kostry.
Na rozdíl od většiny starověkých lidských pozůstatků si těla z bažin díky specifickým podmínkám rašelinišť často uchovávají kůži i vnitřní orgány. Kombinace vysoce kyselé vody, nízké teploty a nedostatku kyslíku těla konzervuje, ale silně vyčiňuje jejich kůži. Zatímco kůže je dobře zachována, kosti obecně dobře zachovány nejsou, vzhledem k rozpuštění fosforečnanu vápenatého v kostech vlivem kyselé rašeliny. Kyselé podmínky umožňují zachování materiálů jako je kůže, vlasy, nehty a vlna, tedy všechny části těla, která obsahují keratin.
Nejstarší známým tělem z bažiny je kostra koelbjergského muže nalezená v Dánsku a datovaná do období mezolitu okolo roku 8000 př. n. l. Nejstarší nalezenou mumií se zachovalými tkáněmi je cashelský muž nalezený v Irsku a datovaný do doby bronzové okolo roku 2000 př. n. l. Naprostá většina nálezů tohoto typu, například tollundský muž, grauballský muž či lindowský muž, pochází z doby železné a byla nalezena v severozápadní Evropě, zejména v Dánsku, Nizozemsku, Spojeném království, Švédsku, Polsku a Irsku. Tato těla z doby železné obvykle vykazují řadu podobností, jako je násilná příčina smrti a nedostatečný oděv, což vedlo archeology k přesvědčení, že tito lidé byli zabiti a uloženi v rašeliništích v rámci rozšířené kulturní tradice lidských obětí nebo poprav zločinců. Novější teorie uvádí, že lidé pohřbení v bažinách byli vnímáni jako vyvrhelové společnosti nebo „čarodějnice“, jako rukojmí zabitá kvůli porušení dohody nebo jako oběti neobvyklé smrti, kteří byli nakonec pohřbeni v rašeliništích podle tradičních zvyklostí.
Německý archeolog Alfred Dieck vydal katalog s více než 1850 těly z bažin, které napočítal v letech 1939 až 1986, ale většina z nich nebyla ověřena dokumenty nebo archeologickými nálezy a analýza Dieckovy práce provedená v roce 2002 německými archeology dospěla k závěru, že velká část Dieckovy práce je nespolehlivá. Podle novější studie bylo v rašeliništích objeveno 122 těl. Nejnovější těla z bažin patří vojákům zabitým v mokřadech Sovětského svazu během druhé světové války.

## Chemie v rašeliništích

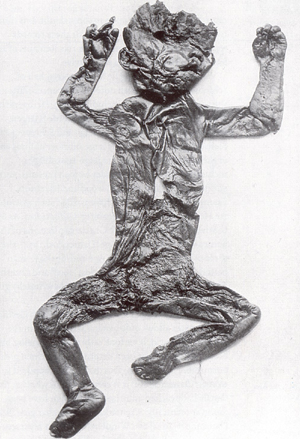
Některé nálezy, jako röstecká dívka, byly zničeny během druhé světové války

Zachování lidských těl v rašeliništích je přirozený jev a nikoliv výsledek lidských mumifikačních procesů. Proces mumifikace zajišťuje unikátní fyzikální a biochemické složení bažin.
Pouze omezené množství bažin má správné podmínky pro uchování tkáně savců. Většina z nich se nachází v chladnějších klimatických podmínkách poblíž slané vody. Například v Dánsku, v oblasti kde byla nalezena žena z Haraldskæru, vane přes jutské mokřady slaný vzduch ze Severního moře a poskytuje tak ideální prostředí pro růst rašeliny. Protože nová rašelina nahrazuje starou rašelinu, starší materiál pod novou hnije a uvolňuje huminové látky. Tyto látky, jejichž hladina pH je podobná octu, chrání lidská těla stejným způsobem, jakým je ovoce konzervováno během nakládání. Rašeliniště se navíc tvoří v oblastech bez drenáže, proto se vyznačují téměř anaerobními podmínkami. Toto prostředí, které je vysoce kyselé a zbavené kyslíku, odebírá všem podpovrchovým aerobním organismům příležitost zahájit rozklad. Podle výzkumů pro zachování těla je nutné jeho umístění do bažiny během zimy nebo brzy na jaře, kdy má voda méně než 4 °C. To umožňuje rašelinovým kyselinám nasytit tkáně, než může zažít dekompozice.
Chemické prostředí rašelinišť zahrnuje zcela nasycené kyselé prostředí, kde jsou přítomny značné koncentrace organických kyselin, které se nejvíce podílejí na nízkém pH bažinatých vod, a aldehydy. Vrstvy rašeliníku, které jsou zhutněnými vrstvami mechů a dalších rašelinových zbytků a rašelina pomáhá při ochraně mrtvých těl obalením tkáně chladnou imobilizující matricí, která brání cirkulaci vody a jakémukoliv okysličování.
Další vlastností anaerobní konzervace kyselými rašeliništi je schopnost zachovat vlasy, oděvy a kožené předměty. Moderní experimentátoři dokázali napodobit podmínky rašeliniště v laboratoři a úspěšně prokázali proces uchování, i když v kratším časovém rámci. Většina objevených těl z bažin vykazovala některé aspekty rozpadu, jiné nebyly řádně zakonzervovány po jejich nálezu. Když jsou tato těla vystavena normální atmosféře, mohou se začít rychle rozkládat. V důsledku toho bylo mnoho exemplářů zničeno. V roce 1979 byl počet exemplářů, které se zachovaly, 53.

## Historický kontext

### Od mezolitu do doby bronzové
Nejstarším nalezeným tělem v rašeliništích je koelbjergský muž z Dánska, který byl datován do mezolitu do období okolo roku 8000 př. n. l.
Kolem roku 3900 př. n. l. se do Dánska dostalo zemědělství a to buď prostřednictvím kulturní výměny nebo příchodem migrujících zemědělců. Tento okamžik znamenal začátek neolitu v této oblasti. A právě do rané fáze neolitu spadá řada lidských pozůstatků nalezených v rašeliništích, který by mohl naznačovat odpor proti zavádění zemědělství v této oblasti. Pro nepřiměřený počet raně neolitických těl v dánských bažinách, kteří zemřeli ve věku mezi 16 až 20 lety, byly předloženy teorie o tom, že se stali lidskými oběťmi nebo že to byli zločinci popravení za jejich sociálně deviantní chování.

### Doba železná

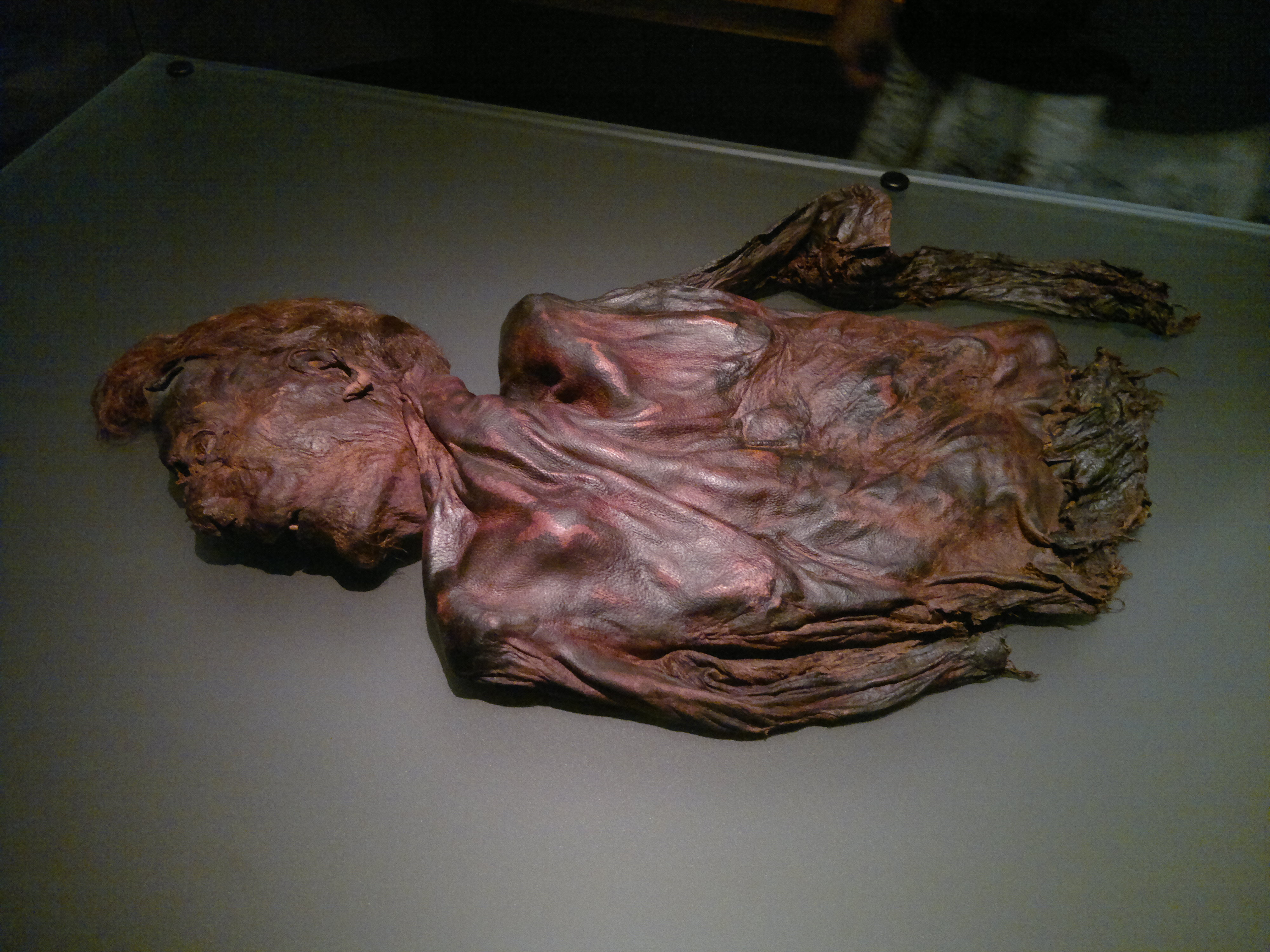
Clonycavanský muž, okolo 4. až 3. století př. n. l., nyní Národní muzeum Irska

Většina těl nalezených v rašeliništích pochází z doby železné. V té době rašeliniště pokrývala mnohem větší oblasti severní Evropy. Mnoho z těchto těl z doby železné nese řadu podobností, což naznačuje kulturní tradici v zabíjení a v posmrtném nakládání s těly určitým způsobem. Tito lidé z předřímské doby železné žili v usedlých komunitách, stavěli vesnice a jejich společnost byla hierarchická. Byli zemědělci, chovali domestikovaná zvířata a pěstovali plodiny. V některých částech severní Evropy také lovili ryby. Přestože byla tato oblast nezávislá na Římské říši, která v té době ovládala jižní Evropu, obchodovali s Římany.
Pro tyto lidi měla rašeliniště nějaký význam pro styk s jiným světem a vkládali do nich votivní oběti určené pro jiný svět. Často se jednalo o nákrčníky, náramky nebo nákotníky z bronzu nebo vzácněji ze zlata. Archeolog Peter Glob věřil, že šlo o „oběti bohům plodnosti a štěstí“. Proto se o nalezených tělech široce spekuluje, že šlo o lidské oběti bohům. Výslovný odkaz na praxi utopení otroků, kteří nejdříve omyli modlu Nerthuse a poté byli rituálně utopeni je v Tacitově Germanii. Tato zmínka by mohla naznačovat, že těla v bažinách mohla být náboženskými lidskými oběťmi. Přesto je v rozporu s jinou zmínkou o tom, že oběti represivní popravy byly připoutány v rašeliništi.
Mnoho mumií z bažin vykazuje známky bodnutí, ubití, oběšení nebo uškrcení případně kombinace těchto metod. V některých případech byla jedinci sťata hlava. V případě muže z Osterby nalezeném v Kohlmooru nedaleko Osterby v Německu v roce 1948 byla hlava uložena do bažiny bez těla.

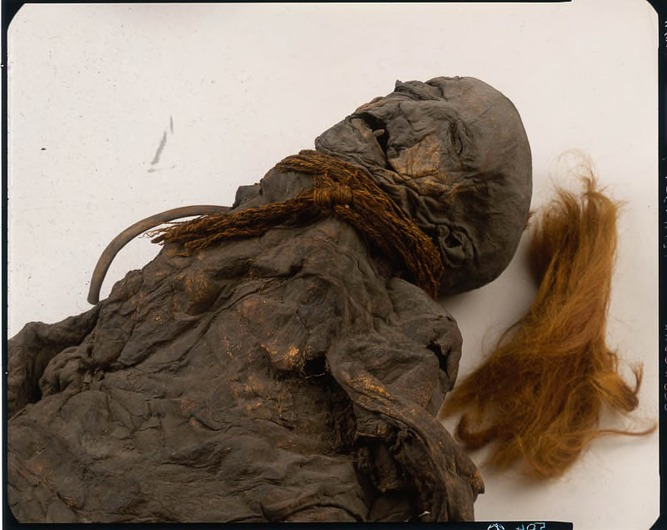
Dívka z Yde

Mrtvoly byly obvykle nahé, někdy měly pokrývku hlavy či jiný kousek oblečení. Předpokládá se, že oděv se rozložil, neboť prostředí rašelinišť není vhodné pro konzervaci rostlinného materiálu jako například lněná tkanina. V mnoha případech byly větve, klacky nebo kameny umístěny na horní části těla, někdy v křížové formaci. Jindy byly do rašeliny zaraženy vidlicové tyče, aby držely mrtvé tělo v bažině. Některá těla vykazují známky mučení, například starocroghanský muž, který měl hluboké řezné rány pod bradavkami.
Některá těla z bažin, jako například tollundský muž z Dánska, byla nalezena se škrtící smyčkou kolem krku. Podobně byla nalezena i dívka z Yde, která byla nalezena v Nizozemsku. Té bylo v době smrti přibližně šestnáct let. Kolem krku měla stále uvázané vlněné lano s posuvným uzlem. Její ostatky také naznačovaly, že před smrtí utrpěla zranění. Dívka podobně jako další irská těla z bažin měla oholenou polovinu hlavy. Tento jev však mohl být dán skutečností, že jedna strana jejich hlavy byla vystavena vlivu kyslíku po delší dobu než druhá. Některá z těl mohla patřit do vyšší třídy. Tato těla měla upravené nehty a testy na bílkoviny ze vzorku vlasů zjistily, že přijímali kvalitní stravu. Strabón zaznamenal, že Keltové cvičili augury na provádění věšteb z lidských vnitřností. U některých obětí, například na weerdingských mužích nalezených v Nizozemsku, byly jejich vnitřnosti částečně vytaženy pomocí řezů na těle.
Moderní techniky forenzní analýzy naznačují, že některá zranění, například zlomeniny kostí a rozdrcené lebky, nebyly výsledky mučení, ale vznikly spíše působením hmotnosti bažiny na mrtvé tělo. Například fraktura lebky grauballského muže byla dříve považována následek rány do hlavy. CT snímek tohoto muže však ukázal, že jeho lebka byla zlomena tlakem bažiny dlouho po jeho smrti.

### Severní Amerika
Řada koster nalezených na Floridě byla nazývána lidmi z bažin. Tyto kostry jsou pozůstatky lidí pohřbených v rašelině v archaickém období amerických dějin před 5 až 8 tisíci lety. Rašelina na floridských lokalitách je volně zpevněná a mnohem vlhčí než v Evropě. Díky tomu jsou kostry dobře zachovány, ale kůže a většina vnitřních orgánů se nezachovaly. Výjimkou je archeologické naleziště Windover, kde byl objeven mozek v téměř sto lebkách. Podobně byl mozek dochován i v jednom z několika pohřbů v Little Salt Spring. V některých případech se dochovaly textilie, které jsou tak nejstarším známým textilem nalezeným na Floridě.
Na archeologickém nalezišti Manasota Key Offshore bylo objeveno předpokládané rašelinné pohřebiště staré sedm tisíc let. Archeologové se domnívají, že archaičtí domorodí Američané zde pohřbili těla do sladkovodní nádrže v době, kdy byla hladina moře mnohem nižší. Rašelina v nich pomohla se zachováním koster.

## Nález a archeologický výzkum

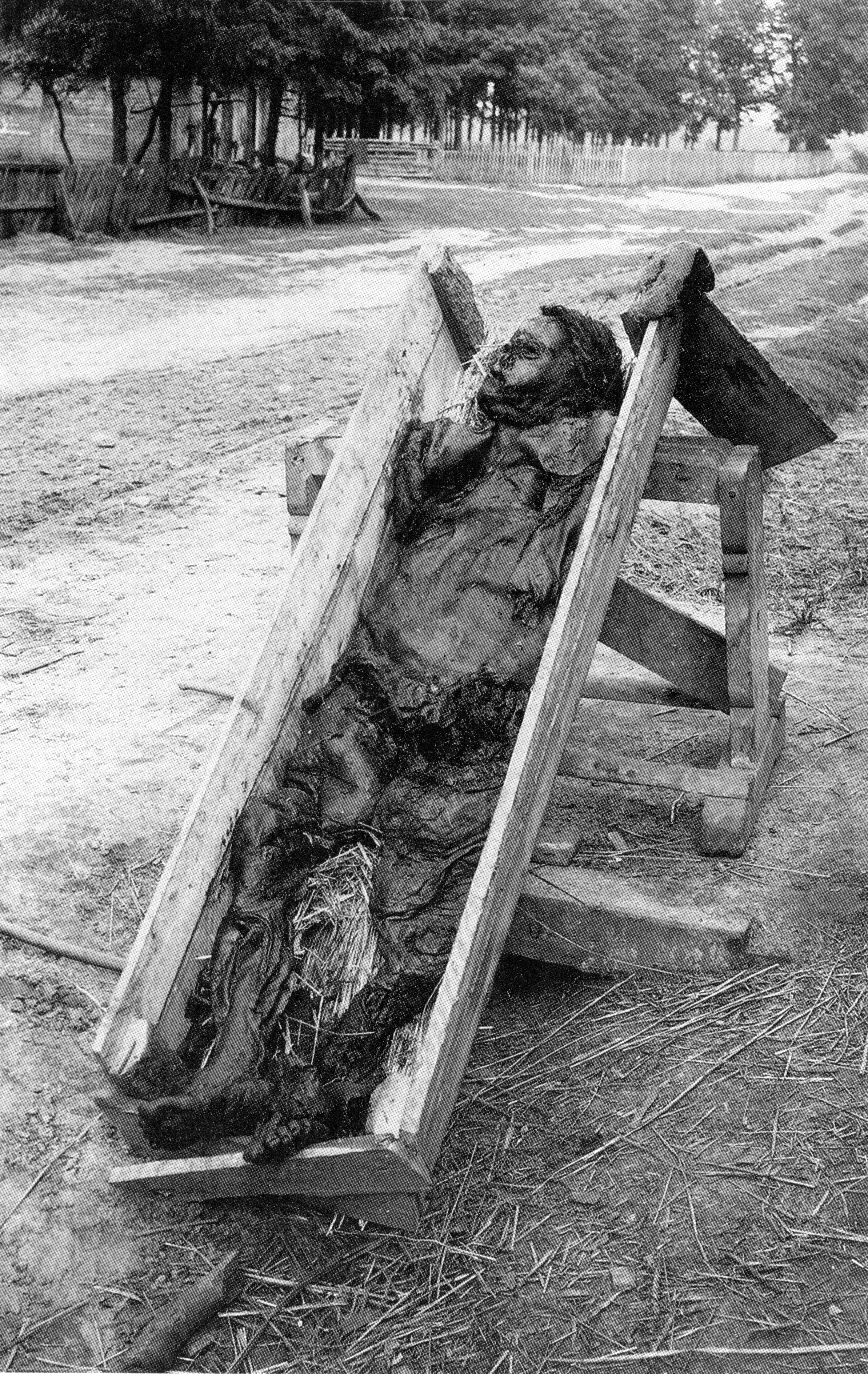
Vyzvednutí kreepenského muže, 1903

Už od doby železné užívali lidé rašeliniště k těžbě rašeliny, která sloužila jako běžné topivo. V různých oblastech kopáči rašeliny nacházeli v rašeliništích lidské pozůstatky. Záznamy o těchto nálezech sahají až do 17. století, když bylo roku 1640 nalezeno tělo v Shalkholz Fen v Holštýnsku. Toto byl možná vůbec první zaznamenaný objev takovéto mumie. První více doložená informace o podobném objevu pochází z rašeliniště na Drumkeragh Mountain v hrabství Down v Irsku. Zprávu vydala Elizabeth Rawdon, hraběnka z Moiry, manželka místního statkáře. Takovéto zprávy se objevovaly až do 18. století. Například v roce 1773 bylo údajně objeveno tělo na dánském ostrově Fyn. V průběhu 18. a 19. století byla těla často po nálezu odstraněna z bažiny a křesťansky pohřbena na vysvěcené církevní půdě v souladu s náboženským přesvědčením komunity, která je našla a nepovažovala je za příliš stará.
Se vzrůstajícím počtem lidí v 19. století zabývajících se antikvářstvím, začali někteří učenci spekulovat, že by těla z bažin nemusela být nedávnými oběťmi vražd, ale že měla mnohem starší původ. V roce 1843 bylo v Corselitze na dánském ostrově Falster objeveno tělo, které bylo nezvykle pohřbeno s ozdobami, se sedmi skleněnými korálky a bronzovou jehlicí. Jedinec byl následně pohřben podle křesťanských zvyklostí. Na rozkaz korunního prince Frederika, budoucího dánského krále Frederika VII., který byl také antikvářem, bylo tělo opětovně vykopáno a odesláno do Národního muzea Dánska. Právě korunní princ Frederik pomohl vzbudit široký zájem o dánské starožitnosti.
Poté, co byla v Dánsku objevena haraldskærská žena, byla vystavena jako legendární královna Gunhild, která měla žít během raného středověku. Tento názor zpochybnil dánský archeolog Jens Jacob Asmussen Worsaae, který tvrdil že tělo pocházelo z doby železné, podobně jako většina dalších těl z bažin. První mumií z bažin, která byla vyfotografována, byl rendswührenský muž z doby železné, objevený v roce 1871 v Heidmoor Fen nedaleko Kielu v Německu. Jeho tělo bylo následně konzervováno kouřem, což byl raný pokus o jeho zachování a následně bylo vystaveno v muzeu. S nástupem moderní archeologie na počátku 20. století začali archeologové pečlivěji a důkladněji vykopávat a prozkoumávat těla z bažin.

### Archeologické techniky

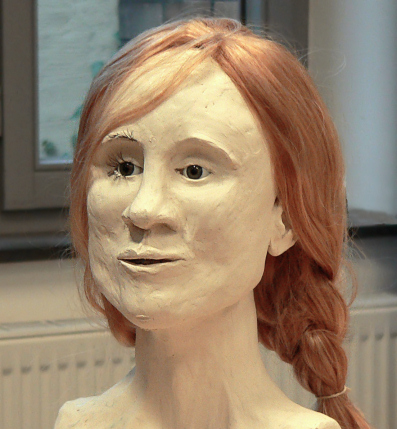
Rekonstrukce obličeje dívky z Uchter Moor

Až do poloviny 20. století neexistovala metoda, která by mohla určit stáří nalezeného těla. Moderní forenzní a lékařské technologie, jako je radiokarbonová metoda datování, umožňují vědcům blíže určit kolika let se dotyční dožili, do jakého období spadá jejich pohřeb a další podrobnosti. Vědci byli schopni studovat kůži mumií, zrekonstruovat jejich vzhled a dokonce určit, jaké bylo jejich poslední jídlo z obsahu jejich žaludků, díky schopnosti rašeliny uchovávat i měkkou vnitřní tkáň.
Modernější analýzy využívající měření stabilních izotopů umožnily vědcům studovat kostní kolagen odebraný od tollundského muže, aby zjistily jakou potravou se živil. Jejich zuby také ukazují na věk při úmrtí a na jídlo, které konzumovali. Dentální péče či přítomnost zubního kazu může archeologovi poskytnout vodítko ke konzumované potravě. Na rozdíl od eroze, ke které u zubu dochází v důsledku rozpadu, jsou zubní kazy obvykle ostré a dobře definované dutiny, které mají větší průměr než eroze, ke které dochází po smrti. Značný podíl zubního kazu ukazuje na stravu bohatou na sacharidy. Při analýze zubů lze pozorovat i defekty zubní skloviny zvané hypoplazie, která může poukazovat na podvýživu nebo nemoc.
Podpovrchový radar, známý také jako podzemní penetrační radar (GPR) může být použit při archeologickém průzkumu k mapování prvků pod zemí a k jejich trojrozměrné rekonstrukci. V případě rašelinišť jej lze použít k detekci těl a artefaktů pod povrchem, před říznutím do rašeliny.
Forenzní rekonstrukce obličeje je jednou z technik používaných při studiu těl z bažin. Tato technika byla původně navržena pro identifikaci obětí zločinu. Díky ní je možné zjistit obličejové rysy osoby podle tvaru její lebky. V roce 1992 byla touto metodu rekonstruována tvář dívky z Yde. Rekonstrukci pomocí tomografických snímků její hlavy provedl forenzní patolog Richard Neave z Manchesterské univerzity. Tělo dívky i její forenzní rekonstrukce obličeje jsou vystaveny v muzeu v Assenu v Nizozemsku. Podobné rekonstrukce byly provedeny u lindowského muže, grauballského muže, dívky z Uchter Moor a clonycavanského muže.
Díky způsobu zachování se vědcům podařilo z jednoho z těl získat otisk prstu. Studie zveřejněná v roce 2011 se zabývala pravou rukou dívky z Uchter Moor. Ta byla nalezena v Německu a je datována do roku 650 př. n. l. Vědci z ní byli schopni získat jasný otisk prstu.

## Mumie z bažin v literatuře
Mnoho těl z bažin je velmi dobře zachováno. Okolo důvodů, proč tito lidé skončili v bažině existuje řada otázek a mnohá těla nesou stopy po traumatech a násilné smrti. To ze své podstaty provokuje lidskou představivost-//. Proto existuje mnoho literatury o tělech z bažin od archeologických studií po fikci. Jedním z příkladů nearcheologické literatury je dílo irského básníka Seamuse Heaneye Bog Poems. Tato série básní je skutečností jen volně inspirována. Básně vytváří příběhy o životě lidí, jejichž těla byla objevena v bažinách.
Dalším příkladem jsou archeologická díla, která interpretují archeologické důkazy z těl. Vypráví tak příběh těchto lidí a důvody jak a proč mohli zemřít. Tito autoři přistupují k archeologické práci tak, že vychází z historického příběhu, který není skutečností, ale spíše interpretací nebo reprezentací minulosti. To se odráží v mnoha teoriích například o tollundském muži. V tomto případě byl například muž nalezen se smyčkou kolem těla a opaskem kolem pasu, ale bez dalšího oblečení. Jeho tvář však vypadala, jako by spal. Mnozí z těchto fakt vytváří teorie o jeho obětování germánským nebo keltským bohům a bohyním, ale existuje i teorie, že šlo o popraveného zločince. Co se týká příběhu dívky z Yde, které bylo v době smrti šestnáct let, a jež byla nalezena také se smyčkou kolem krku, s bodnou ranou poblíž levé klíční kosti a s oholenou polovinou hlavy. Dívka trpěla skoliózou. Podle jedné z teorií byla kvůli své fyzické deformitě vybrána za lidskou oběť podle jiné byla cizoložnicí, a byla takto potrestána.